# Dénes Bartha
Pour les articles homonymes, voir Bartha.
Dénes Bartha, né le 2 octobre 1908 à Budapest et mort le 7 septembre 1993 dans cette même ville, est un musicologue hongrois. 

## Biographie
Dénes Bartha naît le 2 octobre 1908 à Budapest avant de partir faire ses études à l'Université de Berlin avec Friedrich Blume (de), Curt Sachs, Erich von Hornbostel et Arnold Schering de 1926 à 1930. Il soutient sa thèse de doctorat (Benedictus Ducis und Appenzeller, Wolfenbüttel) en 1930. À son retour à Budapest, il devient maître de conférence à l'Université de musique Franz-Liszt.
En 1964, il est professeur invité au Smith College, puis à l'Université Carnegie-Mellon de Pittsburgh de 1966 à 1967. Entre 1969 et 1978, il est titulaire d'une chaire à l'Andrew W. Mellon Auditorium.
Il donne aussi des conférences à l'Université Harvard de 1964 à 1965 et à l'Université Cornell de 1965 à 1966.

## Publications
- Das Musiklehrbuch einer ungarischen Klosterschule aus 1490 (Budapest, 1934)
- Lehrbuch der Musikgeschichte (Budapest, 1935)
- Franz Liszt (Leipzig, 1936)
- Beethoven (Budapest, 1939)
- Die ungarische Musik (avec Zoltán Kodály, Budapest, 1943)
- Anthologie der Musikgeschichte (Budapest, 1948)
- J. S. Bach (Budapest, 1956 ; 2e édition, 1960)
- Beethoven Kilenc szimfóniája (Budapest, 1956 ; 5e édition révisée, 1975)
- Haydn als Opernkapellmeister (avec László Somfai (en), Budapest-Mayence, 1960)
- J. Haydn : Gesammelte Briefe und Aufzeichnungen (Kassel, 1965) publié sous sa direction

Il participe aussi au Zénei Lexicon (2e édition, 3 volumes, Budapest, 1965-1966).

## Sources
- Nicolas Slonimsky, Alain Paris et Marie-Stella Paris, Dictionnaire biographique des musiciens, R. Laffont, 1995 (ISBN 2-221-06510-7, 978-2-221-06510-5 et 2-221-06787-8, OCLC 33096600, lire en ligne)